# Seclì
Seclì è un comune italiano di 1 803 abitanti della provincia di Lecce in Puglia.
È situato nel versante sud-occidentale del Salento, tra la Serra di Cutrofiano e la Serra dei Campi Latini.

## Geografia fisica

### Territorio
Il comune di Seclì, che si estende su una superficie di 8 km², sorge sulle propaggini settentrionali delle serre salentine ed è compreso tra i 62 e i 118 metri sul livello del mare. Il centro è situato tra le Serre di Cutrofiano e le Serre dei Campi Latini, del territorio di Galatone, a 76 metri s.l.m. L'agro di Seclì è coltivato principalmente ad uliveto e a vigneto.
Confina a nord e a ovest con il comune di Galatone, a nord con il comune di Galatina, a est con il comune di Aradeo, a sud con il comune di Neviano.
- Classificazione sismica: zona 4 (sismicità molto bassa), Ordinanza PCM n. 3274 del 20/03/2003

### Clima
Dal punto di vista meteorologico Seclì rientra nel territorio del basso Salento che presenta un clima prettamente mediterraneo, con inverni miti ed estati caldo umide. In base alle medie di riferimento, la temperatura media del mese più freddo, gennaio, si attesta attorno ai +9 °C, mentre quella del mese più caldo, agosto, si aggira sui +25,1 °C. Le precipitazioni medie annue, che si aggirano intorno ai 676  mm, presentano un minimo in primavera-estate ed un picco in autunno-inverno.
Facendo riferimento alla ventosità, i comuni del basso Salento risentono debolmente delle correnti occidentali grazie alla protezione determinata dalle serre salentine che creano un sistema a scudo. Al contrario le correnti autunnali e invernali da sud-est, favoriscono in parte l'incremento delle precipitazioni, in questo periodo, rispetto al resto della penisola.
| Seclì                      | Mesi | Mesi | Mesi | Mesi | Mesi | Mesi | Mesi | Mesi | Mesi | Mesi | Mesi | Mesi | Stagioni | Stagioni | Stagioni | Stagioni | Anno |
| Seclì                      | Gen  | Feb  | Mar  | Apr  | Mag  | Giu  | Lug  | Ago  | Set  | Ott  | Nov  | Dic  | Inv      | Pri      | Est      | Aut      | Anno |
| -------------------------- | ---- | ---- | ---- | ---- | ---- | ---- | ---- | ---- | ---- | ---- | ---- | ---- | -------- | -------- | -------- | -------- | ---- |
| T. max. media (°C)         | 12,4 | 13,0 | 14,8 | 18,1 | 22,6 | 27,0 | 29,8 | 30,0 | 26,4 | 21,7 | 17,4 | 14,1 | 13,2     | 18,5     | 28,9     | 21,8     | 20,6 |
| T. min. media (°C)         | 5,6  | 5,8  | 7,3  | 9,6  | 13,3 | 17,2 | 19,8 | 20,1 | 17,4 | 13,7 | 10,1 | 7,3  | 6,2      | 10,1     | 19,0     | 13,7     | 12,3 |
| Precipitazioni (mm)        | 80   | 60   | 70   | 40   | 29   | 21   | 14   | 21   | 53   | 96   | 109  | 83   | 223      | 139      | 56       | 258      | 676  |
| Umidità relativa media (%) | 79,0 | 78,9 | 78,6 | 77,8 | 75,7 | 71,1 | 68,4 | 70,2 | 75,4 | 79,3 | 80,8 | 80,4 | 79,4     | 77,4     | 69,9     | 78,5     | 76,3 |

- Classificazione climatica di Seclì:[4]
  - Zona climatica: C
  - Gradi giorno: 1247

## Origini del nome
Diverse sono le ipotesi circa la derivazione dell'etimologia. Una tesi ne fa derivare l'etimo dalla parola latina seculum, una moneta di epoca romana. Potrebbe inoltre derivare da Sicli, parola ebraica che indica un'antica unità monetaria in uso già al tempo di Cristo. Questa ipotesi potrebbe essere confermata dalla presenza di una piccola colonia ebraica vissuta a Seclì fin dal XII secolo. Secondo Antonio De Ferrariis (detto il Galateo), Seclì deriverebbe invece dal verbo secludo ("separare") o dall'aggettivo seclusus ("separato") con riferimento alla vittoria di Galatone sul casale di Fulcignano i cui profughi, separandosi, fondarono nuovi centri urbani.

## Storia
Sulle origini di Seclì sono state avanzate diverse ipotesi, ma nessuna può essere ritenuta quella certa a causa della mancanza di documentazione. Alcuni studiosi fanno risalire le sue origini ai tempi della guerra tra truppe romane e Pirro. Seclì sarebbe stato in questo caso un luogo di accampamento scelto dai romani. Secondo l'umanista Antonio De Ferrariis, detto il Galateo, il paese è stato fondato da alcuni fuggiaschi del casale di Fulcignano che, persa la battaglia con Galatone, si rifugiarono nelle campagne circostanti fondando nuovi centri.
Il De Rossi crede invece che Seclì avrebbe avuto origine in epoca normanna. A questo periodo risale infatti la prima documentazione storica e da questa si evince che il territorio faceva parte della Contea di Lecce e che nel 1198 Tancredi d'Altavilla concesse il feudo, insieme a quello di Matino a Filippo de Persona. Seclì rimane nei possedimenti della famiglia De Persona-De Matino nelle persone di Gervasio de Matino e Glicerio de Matino fino al 1269 seguendo la convulsa odissea di questa famiglia che, convintamente ghibellina e anti-papale, soffrì le conseguenze delle proprie scelte politiche con l'avvento dei D'Angiò. Nel corso del XIV e XV secolo la proprietà del feudo passò ai Brienne, ai d'Enghien e agli Orsini Del Balzo. Nel 1484, con l'occupazione della flotta veneziana di Gallipoli, Seclì fu invasa dai veneziani. Nella prima metà del Cinquecento si susseguirono ancora una volta i feudatari matinesi De Persona, quindi i Del Dolce e i Caracciolo. Nel 1550 divenne feudataria di Seclì, con il titolo ducale, la famiglia spagnola dei D'Amato giunta in Italia al seguito degli aragonesi. Nel 1686 passò ai Sanseverino, nel 1796 ai baroni Rossi, signori di Caprarica di Lecce, ed infine nell'Ottocento ai Papaleo.
Nel 1861, con l'Unità d'Italia e con la nascita del Regno d'Italia, Seclì divenne un comune della provincia di Terra d'Otranto. Nel 1930 fu annesso al Comune di Aradeo, divenendone una frazione. Riacquisì l'autonomia amministrativa nel 1948.

### Simboli
Lo stemma e il gonfalone sono stati concessi con DPR del 25 maggio 1977.
Stemma
Gonfalone

## Monumenti e luoghi d'interesse

### Architetture religiose

#### Chiesa di Santa Maria delle Grazie

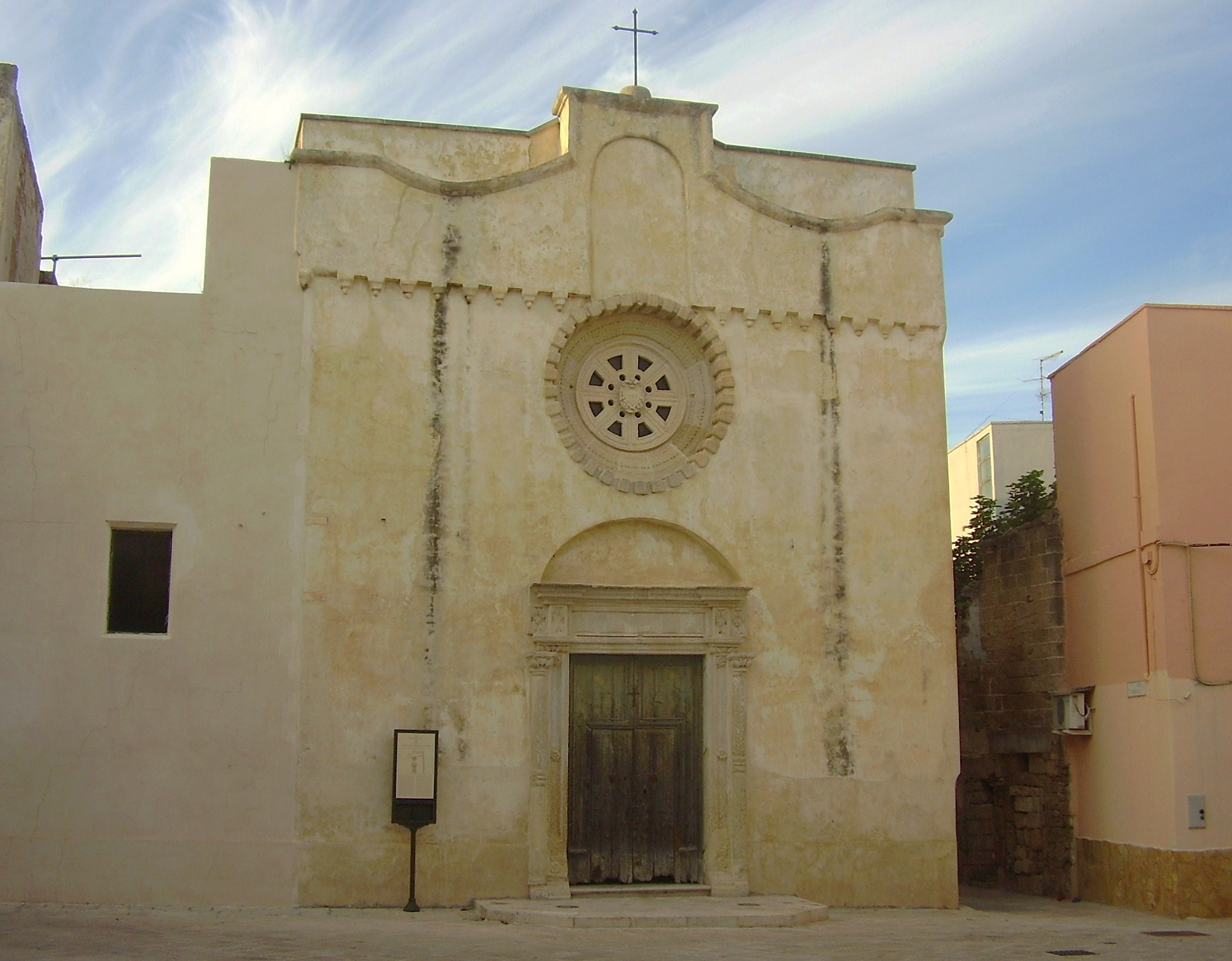
Chiesa di Santa Maria delle Grazie

L'edificio attuale, composto da navata principale e navatella laterale, sorge sull'antica chiesa dell'XI-XII secolo. Della primitiva costruzione si conservano ancora due archi contigui al muro esterno del coro e, all'interno alcune volte a vela con capitelli in stile romanico a foglie stilizzate.
L'edificio fu ricostruito nel XVI secolo, come si evince dalla facciata di stampo rinascimentale, caratterizzata da un semplice schema geometrico, che concentra tutta la sua ricchezza ornamentale nell'asse centrale portale-rosone e nel sovrapposto cornicione a beccatelli, da cui si sviluppa il fastigio superiore mistilineo, che inquadra al centro un arco a tutto sesto. Nel corso del XVIII secolo, l'edificio ha subito nuove modifiche: a quest'epoca risalgono la realizzazione delle decorazioni in stucco di stile barocco che decorano l'interno e la trasformazione dell'altare maggiore e di quello dedicato a san Paolo (1791), nella seconda cappella a sinistra. Altri interventi si sono avuti, infine, nel corso del XIX secolo: al 1855 risale la demolizione dell'antico soffitto in legno, decorato al centro da un quadro della Madonna delle Grazie e la sua sostituzione con un solaio in muratura; al 1885 la trasformazione del preesistente altare della Madonna del Rosario, nella prima cappella a sinistra, con un nuovo altare decorato con intarsi di marmi policromi. Un tempo l'altare custodiva un dipinto con la Madonna del Rosario, realizzato dal pittore gallipolino Catalano prima del 1578. Altri due altari custodivano pregevoli dipinti, datati anch'essi al XVI secolo: sul primo altare a destra della navata principale era collocato un Cristo in gloria; sul secondo altare a destra si trovava quello della Madonna con Bambino e anime purganti. Tutti e tre i dipinti sono attualmente collocati nella nuova chiesa di Santa Maria delle Grazie. Al 1573 risale il fonte battesimale in pietra scolpita. Attualmente la chiesa è chiusa al culto.

#### Chiesa e convento di Sant'Antonio da Padova

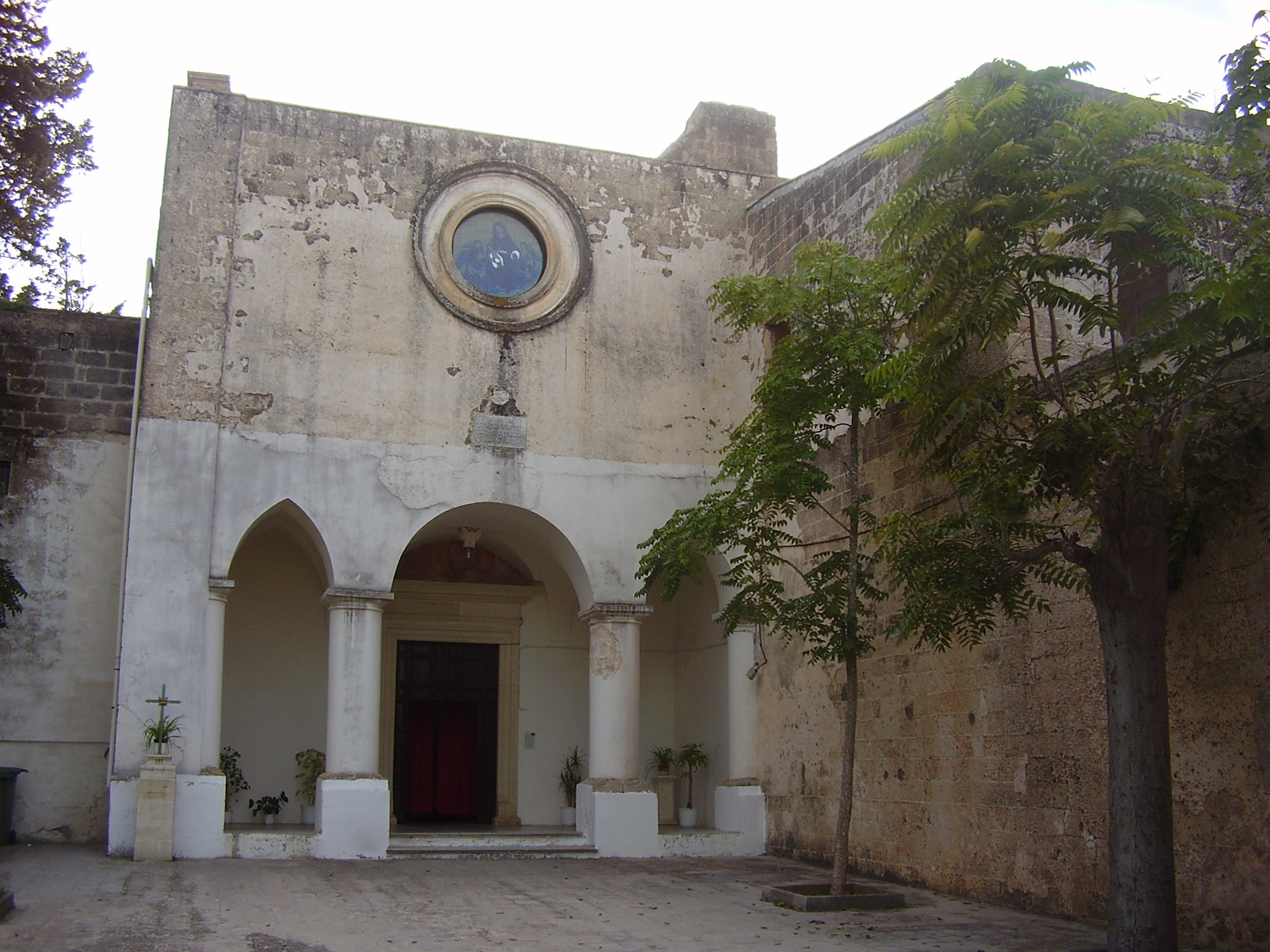
Chiesa di Sant'Antonio da Padova

La chiesa e il convento di Sant'Antonio da Padova furono edificati a partire dal 1587 per volontà dei duchi Guido D'Amato e Giulia Spinelli. La chiesa, originariamente intitolata a Santa Maria degli Angeli, venne officiata, fino alla soppressione degli ordini religiosi (1866), dai Frati Minori Osservanti che abitavano l'attiguo convento.
La chiesa fu pesantemente ristrutturata intorno al 1960 e in quell'occasione furono abbattuti sei dei nove altari presenti, fu rifatto l'altare maggiore e sostituito il pavimento maiolicato. Inoltre per completare il pagamento dei lavori furono venduti molti arredi e alcune antiche tele.
Il convento, costituito da due piani, si distribuisce attorno al chiostro quadrangolare che custodisce una cisterna ottagonale al centro. Il chiostro è circondato da un portico con volte a crociera nel quale sono raffigurate scene di vita francescana. Al piano terra si trovano gli ambienti destinati all'uso diurno mentre al primo piano sono ubicate le celle, la foresteria e una grande sala utilizzata per le riunioni comunitarie. Il convento, dopo l'allontanamento dei frati, fu acquistato dal signor Vito Anghelè e trasformato in frantoio e deposito. Oggi è di proprietà del comune.

#### Chiesa Parrocchiale B.V. Maria delle Grazie (ex chiesa dell'Immacolata)
Intitolata come l'antica S. Maria delle Grazie, parrocchia dalla sua edificazione avvenuta nel sec. XVI, è stata costruita negli anni 1966-1973, sul luogo di un preesistente edificio religioso dedicato alla Vergine Immacolata e sede dell'omonima confraternita, abbattuto alla fine degli anni sessanta del Novecento.

#### Cappella SS. Crocifisso
L'attuale chiesetta è stata costruita nel 1948, dal barone Salvatore Papaleo, dopo il crollo dell'antico tempio, del quale si conservano alcuni frammenti decorativi in pietra leccese nei locali inferiori del Palazzo ducale e nell'oratorio. L'antico luogo di culto, nel 1700 e nel 1800, era denominato comunemente chiesa di Santa Sofia. La cappella è sede della festa del SS. Crocifisso il 3 maggio di ogni anno.

#### Cappella Madonna del Carmine
Molto probabilmente l'edificio religioso risale al 1600 e venne edificato dai duchi D'Amato allora signori di Seclì. La chiesetta dedicata alla Vergine è stata officiata fino agli anni sessanta del Novecento, oggi chiusa al culto a causa del precario stato di abbandono. Presenta un altare Maggiore e quattro altari laterali tutti affrescati.

#### Cappella Anime Sante del Purgatorio
La cappella è stata costruita dai frati riformati nei primi decenni del 1600, sul lato sinistro della chiesa di Sant' Antonio da Padova. L'edificio è formato da due piani: quello inferiore ospita un oratorio- l'antica cappella cimiteriale dei monaci, con volta a stella peducci angolari e pignone centrale coevo alla chiesa; mentre quello superiore, costituito da un semplice ambiente voltato è servito da una scale esterna. La cappella è stata utilizzata come ossario, attualmente è l'oratorio cimiteriale dedicato alle cosiddette Anime dimenticate. La cappella è meta di pellegrinaggi soprattutto durante il mese di novembre e in occasione della festa delle Anime la quarta domenica di Quaresima.

#### Cappella Madonna di Luna
La cappella si trova in aperta campagna, è caratterizzata da due vani uno che funge da aula liturgica, l'altro da altare maggiore con al centro la Vergine con Bambino. La chiesa è stata officiata fino alla seconda metà del 1900 con una festa che si svolgeva in piena estate, attualmente è chiusa al culto.

#### Cappella SS. Crocifisso della Masseria
La cappella appartiene alla masseria ed è caratterizzata da un vasto ambiente che funge da aula liturgica con al centro l'altare maggiore affrescato con l'icona del SS. Crocifisso.

#### Croce dei Padri Passionisti
La croce è oggetto di profonda devozione dagli abitanti del paese, che l'addobbano in occasione di tutte le processioni.

#### Calvario
Il Calvario si trova nei pressi del convento e della chiesa di Sant'Antonio da Padova, è stato edificato agli inizi del 1900 ed è oggetto di culto soprattutto durante la Settimana santa.

### Architetture civili

#### Palazzo Ducale

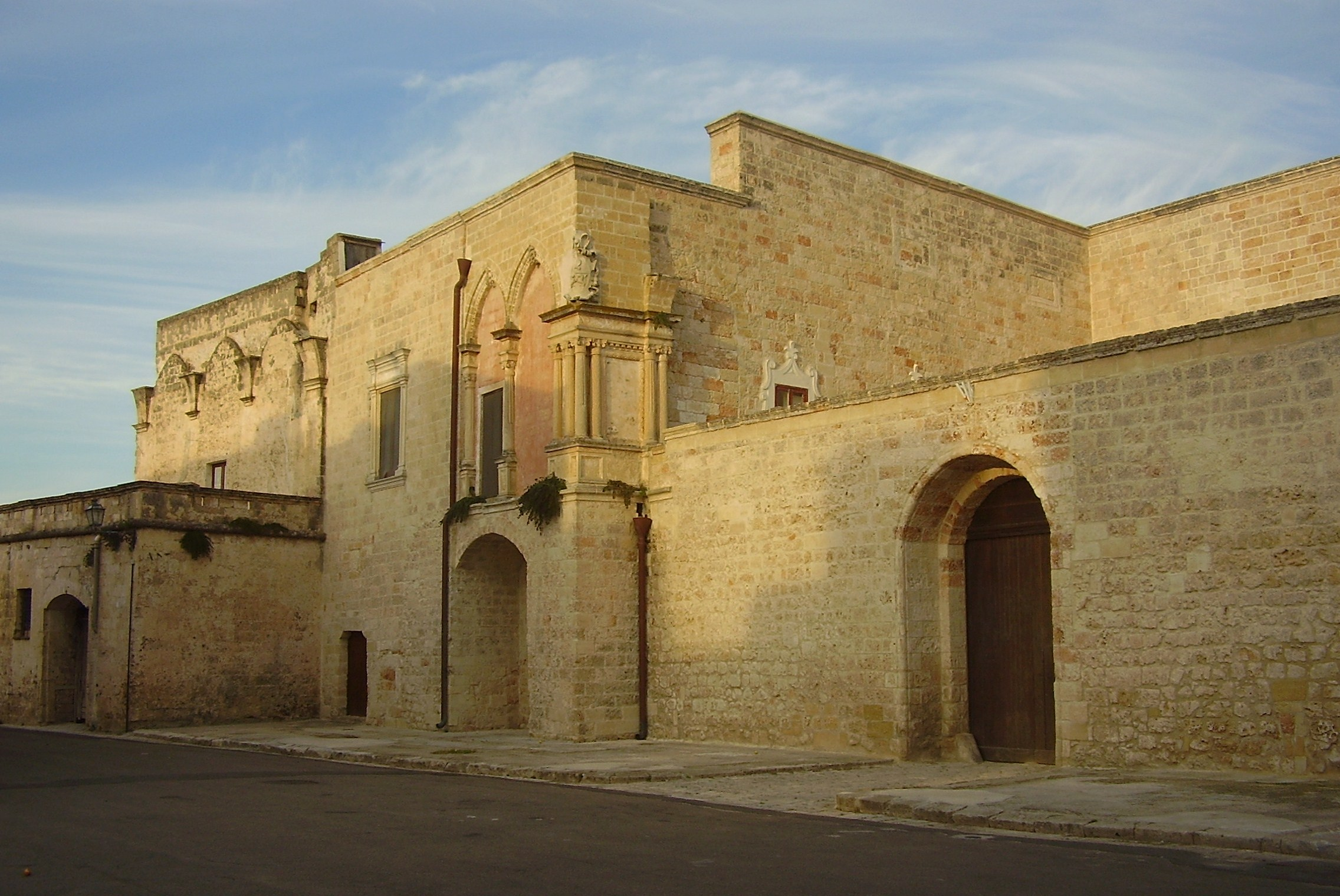
Palazzo Ducale

Il Palazzo Ducale venne edificato nella seconda metà del XVI secolo dalla famiglia feudataria dei D'Amato, (vedi Francesco D'Amato con la consorte Caterina e i cinque figli tra cui la famosa suor Chiara d'Amato) sul luogo di un preesistente fortilizio difensivo. Fu ristrutturato nel corso del Settecento in seguito ai danni subiti a causa del terremoto del 20 febbraio 1743.
La dimora gentilizia si sviluppa su due piani con un piccolo cortile interno. Il piano inferiore è caratterizzato da ampi locali utilizzati come magazzini, stalle e dispense per la conservazione dei prodotti. È presente anche una piccola cappella. Da una scalinata settecentesca posta nel cortile si accede al piano superiore, adibito a residenza dei feudatari. Le stanze del piano nobile sono interessate da pregevoli affreschi. Di particolare rilievo è la cosiddetta stanza degli uomini illustri nella quale sono conservati i busti di alcuni imperatori romani: Giulio Cesare, Ottaviano, Tiberio, Nerone, Tito e Vespasiano. Fra gli imperatori romani vi è anche la figura di Carlo II d'Angiò, la cui presenza si giustifica col fatto che la famiglia D'Amato, di origine spagnola, era giunta in Italia al suo seguito. Nella sala con volta a schifo lunettata, sono rappresentati i cinque duchi D'Amato che si sono succeduti nel possesso del piccolo feudo; Sigismondo, Guido, Ottavio, Francesco e Antonio. Esternamente, caratterizza l'edificio, una singolare loggia angolare costituita da due arcate ogivali, oggi murate.
Il palazzo, acquistato nel 1998, è di proprietà dalla locale amministrazione comunale.
Il palazzo è stato più volte soggetto ad occupare le sagre tipiche del paese e le festività natalizie.

## Società

### Evoluzione demografica
Abitanti censiti

### Etnie e minoranze straniere
Al 31 dicembre 2020 a Seclì risultano residenti 13 cittadini stranieri.

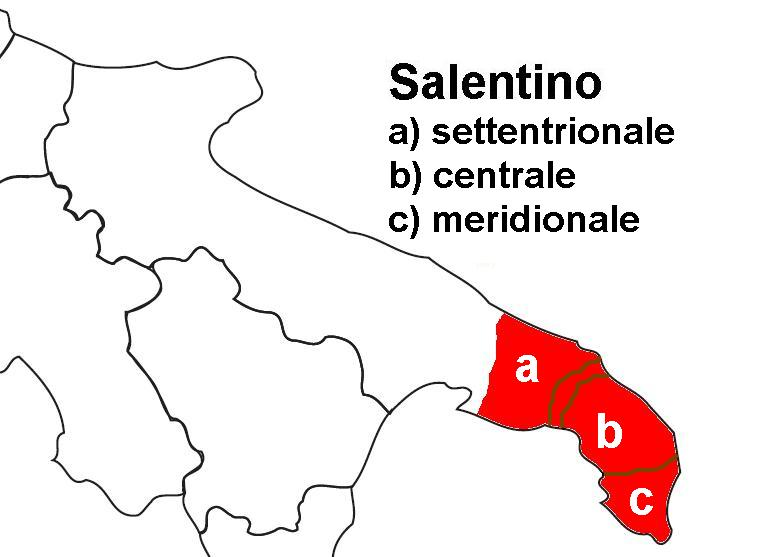
Diffusione del dialetto salentino

### Lingue e dialetti
Il dialetto parlato a Seclì è il dialetto salentino nella sua variante centrale che corrisponde al dialetto leccese. Il dialetto salentino, appartenente alla famiglia delle lingue romanze e classificato nel gruppo meridionale estremo, si presenta carico di influenze riconducibili alle dominazioni e ai popoli stabilitisi in questi territori nei secoli: messapi, greci, romani, bizantini, longobardi, normanni, albanesi, francesi, spagnoli.
Antica preghiera in dialetto dedicata a sant'Antonio di Padova, il santo più amato dai seclioti.
piccicca e una crande ne facimu. Li monaci te lu cumentu te lu seicentu, ne
mandara sta tradizione e nui cumpatti e orgogliosi cu l'asta, li fochi, la
parazione rendimu grazie allu Signore pe Sant' Antoni nosciu ca muti miraculi
fice e muti ori riceviu pe ringraziamentu. Te Sichilì simu o piccicchi o crandi
tutti s'ane vestuti te monaceddhi, le mamme, li preti sempre alla sua
protezione sane affidati. Carne, purpette, vestiti novi pe la prucissione, gli
emigranti ca tornane pe Sant' Antoni nosciu ca tae lode allu Signore cu San
Paulu e la Matonna te l'Angeli nosci. Amen.»

## Cultura

### Istruzione

#### Scuole
Nel comune di Seclì hanno sede una scuola dell'infanzia, una scuola primaria e una scuola secondaria di 1º grado appartenenti all'Istituto Comprensivo Statale di Galatone.

### Eventi
- Festa di San Paolo - 25 gennaio (in ricordo della festa della Conversione)
- Festa di Sant'Antonio da Padova - 13 giugno (festa liturgica) e 30/31 luglio, 1º agosto (festa civile)
- Sagra te la Carne te Cavaddhu - Agosto
- La festa patronale in onore di sant'Antonio da Padova il 30-31 luglio e 1º agosto di ogni anno richiama numerosi turisti e devoti che omaggiano il santo con semplici gesti. Suggestiva è la solenne processione per le vie del paese addobbate a festa dalle fantastiche luminarie e accompagnata dal suono della banda. Altre tradizioni legate al culto del Santo di Padova sono le polpette di carne al sugo, la tradizionale "asta" per aggiudicarsi l'onore di portare in spalla il Santo per le vie del paese, il bacio della reliquia e il pane benedetto di sant'Antonio per i poveri e gli ammalati. Il paese è profondamente legato al culto di questo Santo e la devozione si trasmette anche ai più piccoli che imparano dai nonni le antiche preghiere in dialetto dedicate a Sant'Antonio.
- Memoria di santa Filomena - 11 agosto
- Festa di san Pio da Pietrelcina - 23 settembre
- Festa religiosa dei Santi Medici - 26 settembre
- Festa della Madonna degli Angeli - 3 domenica di ottobre - questa festa è legata alla serva di Dio suor Chiara D'Amato da Seclì che nel corso delle sue estasi ebbe la visione gloriosa della Regina degli Angeli.

## Economia
La realtà economica di Seclì è stata caratterizzata, da secoli, dalla commercializzazione e dal consumo delle carni di cavallo. Importante è per l'economia locale l'agricoltura e l'allevamento, ai quali si affiancano attività commerciali del settore dell'arredamento e dell'edilizia. Nell'area al confine con il comune di Neviano si sviluppa la zona industriale del paese.

## Infrastrutture e trasporti

### Strade
I collegamenti stradali principali sono rappresentati da:
- Strada statale 101 Salentina di Gallipoli; Lecce-Gallipoli uscita per Galatone
- Strada statale 101 Salentina di Gallipoli; Lecce-Gallipoli uscita per Sannicola

Il centro è anche raggiungibile dalle strade provinciali interne: SP42 Seclì-Neviano-Collepasso, SP50 Sannicola-Aradeo intersezione con SP42, SP363 Galatone-Seclì-Aradeo.

### Ferrovie
Nel comune è presente la stazione ferroviaria Seclì-Neviano-Aradeo posta lungo la linea Novoli-Gagliano del Capo delle Ferrovie del Sud Est.

## Amministrazione
Di seguito è presentata una tabella relativa alle amministrazioni che si sono succedute in questo comune.
| Periodo          | Periodo          | Primo cittadino          | Partito                            | Carica  | Note  |
| ---------------- | ---------------- | ------------------------ | ---------------------------------- | ------- | ----- |
| 17 giugno 1985   | 19 maggio 1990   | Giacomo Giovanni Colazzo | Partito Socialista Italiano        | Sindaco | [ 9 ] |
| 29 maggio 1990   | 16 novembre 1992 | Giacomo Giovanni Colazzo | Partito Socialista Italiano        | Sindaco | [ 9 ] |
| 10 dicembre 1992 | 25 agosto 1993   | Giuseppe Epifani         | Partito Socialista Italiano        | Sindaco | [ 9 ] |
| 4 ottobre 1993   | 24 aprile 1995   | Loreto Epifani           | Partito Democratico della Sinistra | Sindaco | [ 9 ] |
| 24 aprile 1995   | 14 giugno 1999   | Enrico Colazzo           | centro-sinistra                    | Sindaco | [ 9 ] |
| 14 giugno 1999   | 14 giugno 2004   | Enrico Colazzo           | lista civica                       | Sindaco | [ 9 ] |
| 15 giugno 2004   | 8 giugno 2009    | Donato Zizzari           | lista civica                       | Sindaco | [ 9 ] |
| 8 giugno 2009    | 26 maggio 2014   | Luigi Fernando Negro     | lista civica                       | Sindaco | [ 9 ] |
| 26 maggio 2014   | 10 giugno 2024   | Antonio Casarano         | lista civica                       | Sindaco | [ 9 ] |
| 10 giugno 2024   | in carica        | Andrea Finamore          | lista civica                       | Sindaco | [ 9 ] |

## Sport

### Calcio
La squadra di calcio locale è l'A.S.D. Seclì 2014 Calcio che milita nel girone C di 1ª Categoria. È nata nel 2014.